# Rembrandt fecit 1669
Pour plus de détails, voir Fiche technique et Distribution.
Rembrandt fecit 1669 est un film néerlandais réalisé par Jos Stelling, sorti en 1977.

## Synopsis
La vie du peintre Rembrandt.

## Fiche technique
- Titre : Rembrandt fecit 1669
- Réalisation : Jos Stelling
- Scénario : Wil Hildebrand, Jos Stelling et Chiem van Houweninge
- Musique : Laurens van Rooyen
- Photographie : Ernest Bresser
- Montage : Jan Overweg
- Société de production : Jos Stelling Filmprodukties
- Société de distribution : E.D. Distribution (France)
- Pays :  Pays-Bas
- Genre : Drame
- Durée : 120 minutes
- Dates de sortie : 
  -  Pays-Bas : 15 décembre 1977
  -  France : 17 février 1982

## Distribution
- Frans Stelling : Rembrandt jeune
- Ton de Koff : Rembrandt âgé
- Lucie Singeling : Saskia van Uylenburgh
- Aya Gill : Hendrickje Stoffels
- Hanneke van der Velden : Geertghe Dircx
- Ed Kolmeijer : Titus
- Henk Douze
- Lex Drijver : Hendrick van Uylenburgh
- Otto Nelemans : Jan Six
- Monique Papen : Cornelia
- Ludo van de Laar : Dr. Nicolaes Tulp

## Distinctions
Le film a reçu le Prix du film d'auteur à l'AsoloArtFilmFestival et a été présenté en sélection officielle au Festival international du film de Chicago.